# 张之毅 (1911年)
张之毅（1911年—2003年），男，汉族，天津人，中国国际关际史学专家，曾任外交部印度研究所副所长，外交学院教授、博士生导师。